# Kostel Navštívení Panny Marie (Hejnice)
Kostel Navštívení Panny Marie je barokní kostel při františkánském klášteře v Hejnicích, národní kulturní památka České republiky.

## Situace
Stojí na místě starého poutního místa, jehož počátky sahají do středověku, podle legendy do 13. století. Podle stavebního typu je trojodní bazilikou, z hlediska papežského povýšení kostela na baziliku minor proces nebyl dokončen, zůstal před vypuknutím druhé světové války na úrovni diplomatického protokolu. 
Patří k nejstarším mariánským poutním místům v litoměřické diecéze. Uctívána je zde kamenná gotická soška Panny Marie s Ježíškem, 38 cm vysoká, nazývaná Sličná Matka (latinsky Mater Formosa či Maria Formosa).

## Historie

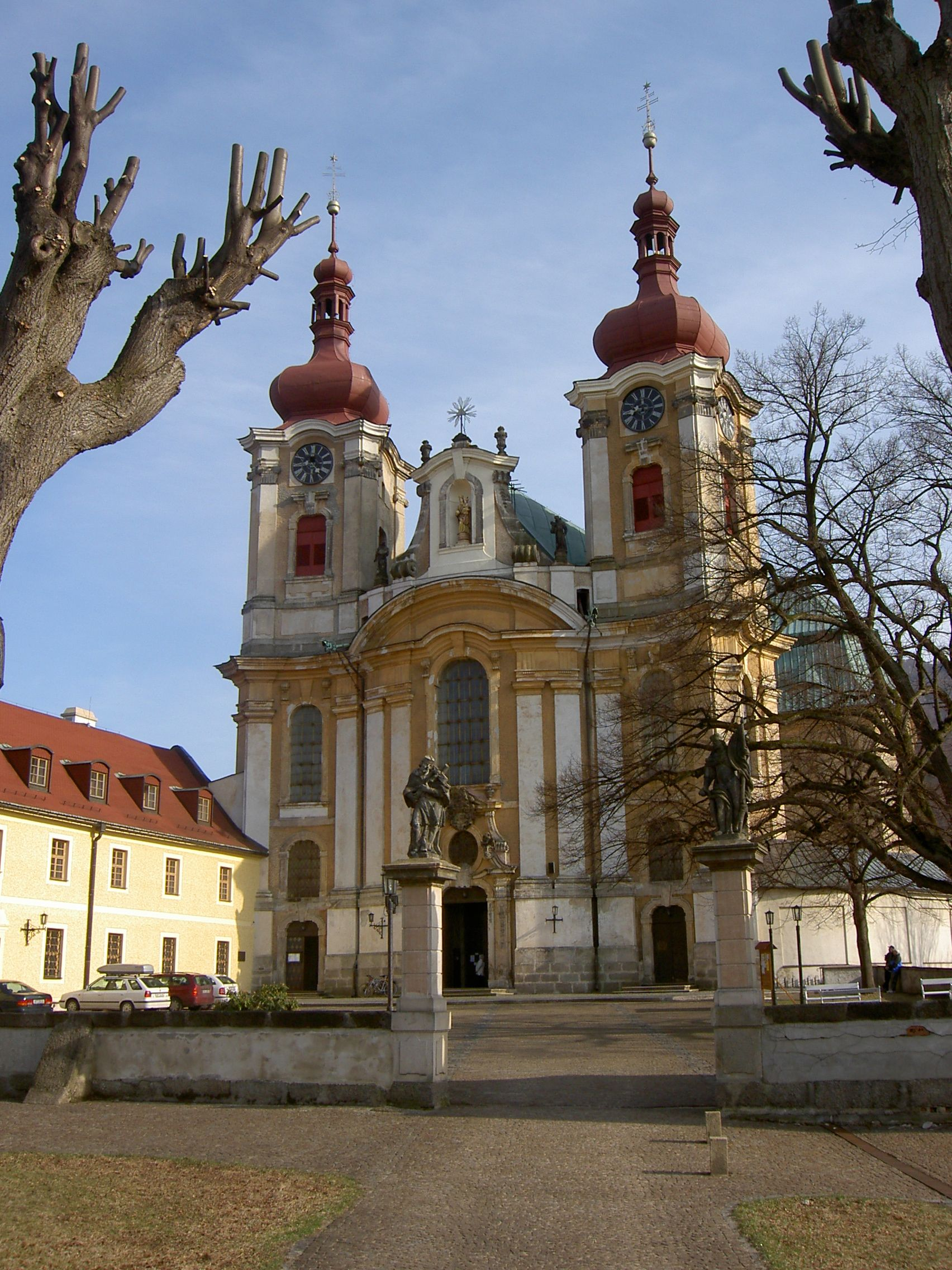
Chrám v Hejnicích

### Legenda ovzniku
Podle místní legendy žil v blízké vesničce Lužec (dnes část Raspenavy) chudý řemeslník – sítař a řešetář se svou nemocnou ženou a dítětem. Jednoho dne roku 1159 (1211) hledal v hejnickém lese dřevo na práci a pod třemi lípami na břehu říčky Smědé usnul. Ve snu spatřil lípu zalitou září, na jejích větvích seděli andělé. Jeden z nich jej vyzval: „Jsi na zázračném místě, na kterém se zalíbilo Otci. Jdi domů a vrať se s obrázkem Matky Boží, aby každý, kdo v budoucnu půjde kolem, se mohl zastavit a mít účast na její milosti. Tobě se pak za odměnu uzdraví žena i dítě.“ Řemeslník nabyl přesvědčení, že nešlo o pouhý sen, zakoupil při nejbližší návštěvě Žitavy dřevěnou sošku Panny Marie a vložil ji s úctou a bázní na strom či do jeho dutiny. A podle legendy se jeho žena i dítě skutečně uzdravily.

### Původní kaple a kostel
Zpráva o tomto zázračném uzdravení se brzy roznesla a lidé začali na tom místě prosit o pomoc. Údajně v roce 1211 se pak rozhodli lípu pokácet a na jejím místě postavit dřevěnou kapličku. Podle jedné verze legendy měla být již roku 1252 na jejím místě postavena kaple kamenná. Podle jiné varianty to byla stále dřevěná svatyně, kde podle nejstarší písemné zprávy poutníci ještě kolem roku 1500 uctívali milostnou Madonu Na Pařezu.  
Postupem času však sílil proud poutníků a kaple tak byla neustále rozšiřována. Na konci 13. století jeden z  členů rodu Biberštejnů, držících celé frýdlantské panství, dal postavit kamenný gotický kostel, jehož části – datované na rozhraní 13. a 14. století jsou uchovány v nynějším baroknímu chrámu. Tento poutní kostel je písemně doložen k roku 1346. Od té doby přicházejí do Hejnic poutníci ze širokého okolí. Roku 1469 obdržel mariánský chrám v Hejnicích od papežského legáta Rudolfa odpustky.
Kostel byl slavnostně vysvěcen 2. září 1498 míšeňským biskupem Janem ze Salhauzenu. To bylo frýdlantské panství již dlouho ve vlastnictví Biberštejnů, kteří jej získali od krále Přemysla Otakara II. roku 1278.
Po smrti Kryštofa Biberštejna připadlo panství císaři Ferdinandovi I., který Frýdlantsko prodal v roce 1558 protestantskému šlechtickému rodu Redernů za 40 000 zlatých. Ti podle tehdejšího práva změnili všechny kostely na svém panství na protestantské. Kvůli četným katolickým poutím z okolních panství to však v případě hejnického kostela nebylo možné a tak kostel rovnou uzavřeli. Poutníci proto vykonávali pobožnosti před zavřenou mariánskou svatyní. Poutníkům nebyl kostel otevřen dokonce ani na žádost císaře Rudolfa II. z roku 1591. Roku 1609 odvezla Kateřina z Redernu celý majetek kostela včetně sošky madony na liberecký zámek. Ten 2. května 1615 vyhořel, hejnická soška však zničena nebyla a ještě téhož roku byla vrácena zpět. Po této události Kateřina z Redernu sošku odvezla do Hejnic a vlastnoručně ji umístila na původní místo. Po bitvě na Bílé hoře roku 1620 Redernové z Čech odešli.
Panně Marii Hejnické byla zasvěcena 11. kaple Svaté cesty z Prahy do Staré Boleslavi. Kaple byly stavěny v letech 1674–1690.

### Vybudování kláštera
Panství koupil roku 1622 vojevůdce Albrecht z Valdštejna a kostel znovu otevřel. Vévoda byl zavražděn roku 1634 a panství po něm získali roku 1636 Gallasové. Za jejich panování dosáhla proslulost Hejnic svého vrcholu – na některých poutích se údajně sešlo až 7000 věřících a roční návštěvnost místa se v 17. století pohybovala okolo 80 000 poutníků. Protože těch stále přibývalo, rozhodl se hrabě František Ferdinand z Gallasu roku 1692 pozvat řádové bratry františkány, aby poutníkům sloužili jak po duchovní, tak i hmotné stránce. V letech 1692 – 1696 byl pro ně vystavěn čtvercový klášter podle návrhu italského architekta jménem Marco Antonio Canevalle. Po smrti hraběte 4. ledna 1697 pokračovala jeho manželka Emerenciána v rozšiřování komplexu. Pod místem zjevení byla roku 1698 pod dohledem Jana Václava Gallase zbudována třídílná rodinná hrobka. Jedna z krypt patří rodu Gallasů, druhá jejich nástupníkům Clam-Gallasům a třetí františkánům.

### Barokní chrám

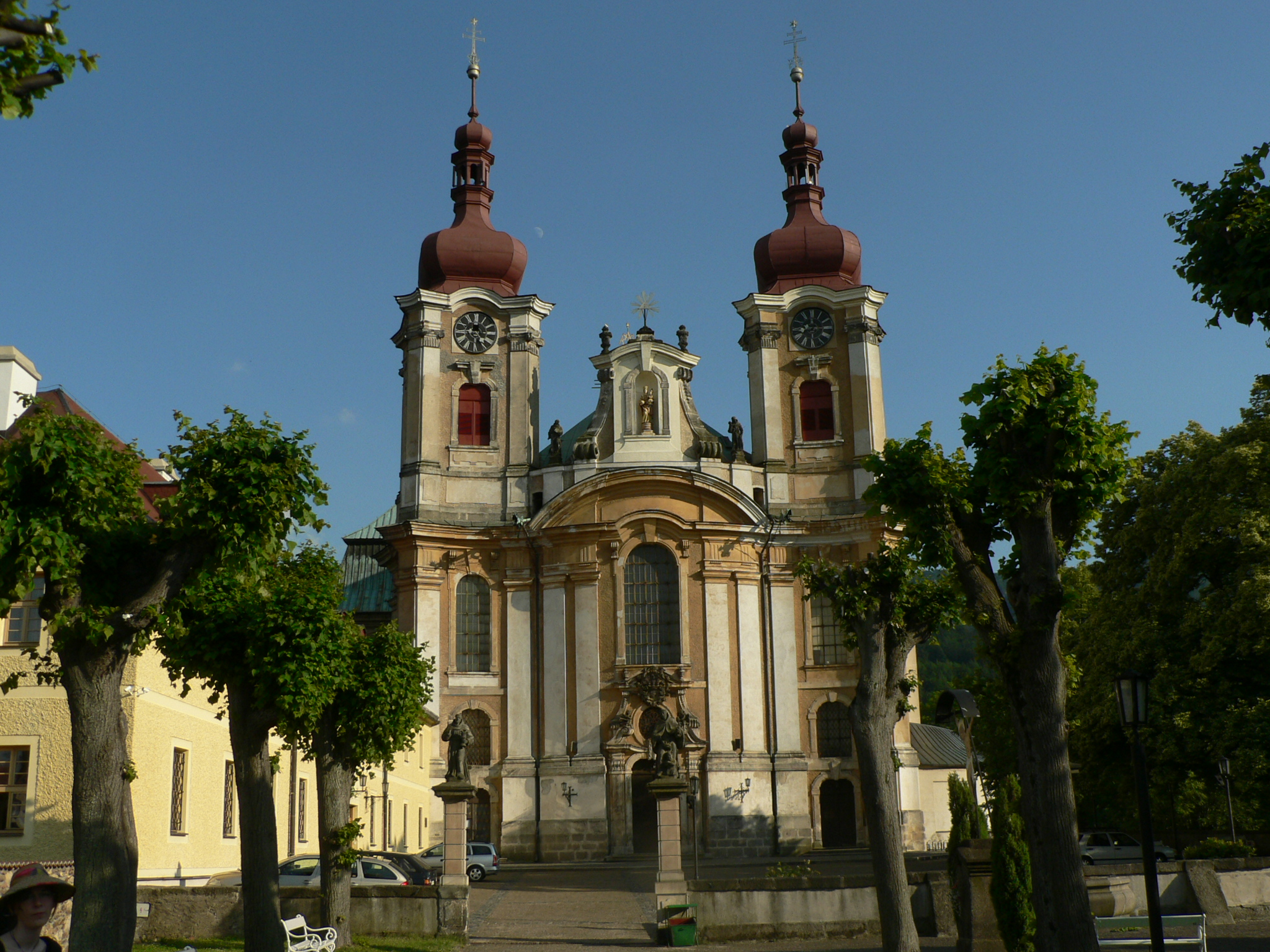
Kostel Navštívení Panny Marie

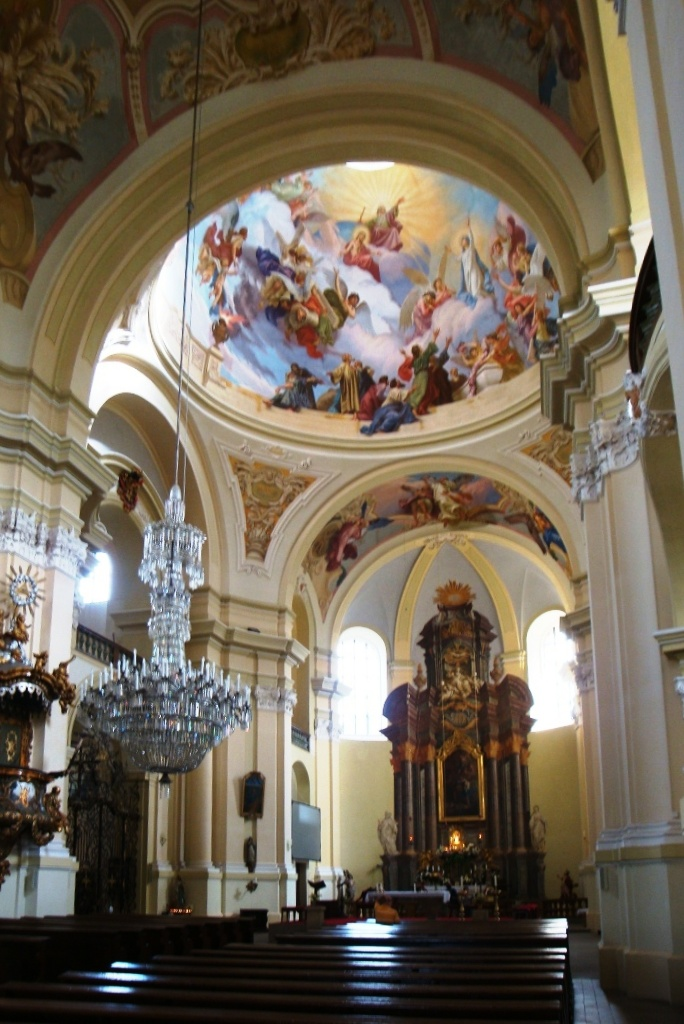
Interiér baziliky Navštívení Panny Marie

Barokní chrám, jehož základní kámen požehnal Aemilianus (Joannes Ev. Heinrichus Kotterowsky / Kotterovský OSB - opat u sv. Jana na ostrově a ve Skále, byl vystavěn v letech 1722–1729 podle plánů Tomáše Haffeneckera. Haffeneckerovo autorství je přesvědčivě doloženo; starší úvahy o účasti Johanna Bernarda Fischera z Erlachu se nezakládají na žádném doloženém prameni. Protože na původním skalisku nebylo dost místa, byl ze staršího gotického kostela zachován jen presbytář, který dnes tvoří pravé (východní) rameno příční lodi. Hlavní loď byla postavena napříč, v severojižním směru, na místě zasypané strže. Chrám s kapacitou pro 1 000 poutníků byl slavnostně vysvěcen Ernestem Maxmiliánem ze Schrattenbachu OSB - opatem v Emauzích dne 1. července 1725.
Za vlády Marie Terezie a Josefa II. chrám chátral, stříbrné bohoslužebné nádoby byly odvezeny do Vídně. Kostel byl téměř zcela vybrakován a jeho dveře byly zapečetěny. Až počátkem 20. století byla zrekonstruován na náklady hraběte Clam-Gallase – ty tehdy dosáhly 200 000 korun. Zároveň také došlo k obnovení tradičních poutí. V letech 1904–1906 byl Andreasem Grollem vymalován strop, od května 1914 zvonily ve zvonicích dva nové zvony. Ty však byly za první světové války sňaty a roztaveny. Stejný osud čekal kostelní zvony i za druhé světové války. Po jejím skončení začali poutníci hejnickou Pannu Marii nazývat „strážkyní pohraničí“ a tento název se brzy ujal. Poutě do Hejnic tak získaly nový rys. Roku 1950 byl klášter zrušen a přeměněn na internační a poté centralizační pro mužské duchovní z celého Česka. Během 50. a 60. let sloužil jako ubytovací pro řeholní sestry, které odtud odcházely pracovat do místní porcelánky a textilky. Z kláštera se v 70. letech 20. století stala ruina a do kostela samotného zatékalo.
V roce 1990 došlo za nového faráře Miloše Rabana k celkové rekonstrukci kláštera a jeho přeměně na „Mezinárodní centrum duchovní obnovy“. Opravenou budovu kláštera pak znovu požehnal 5. ledna 2001 zástupce Svatého stolce apoštolský nuncius arcibiskup Giovanni Coppa.

## Popis stavby

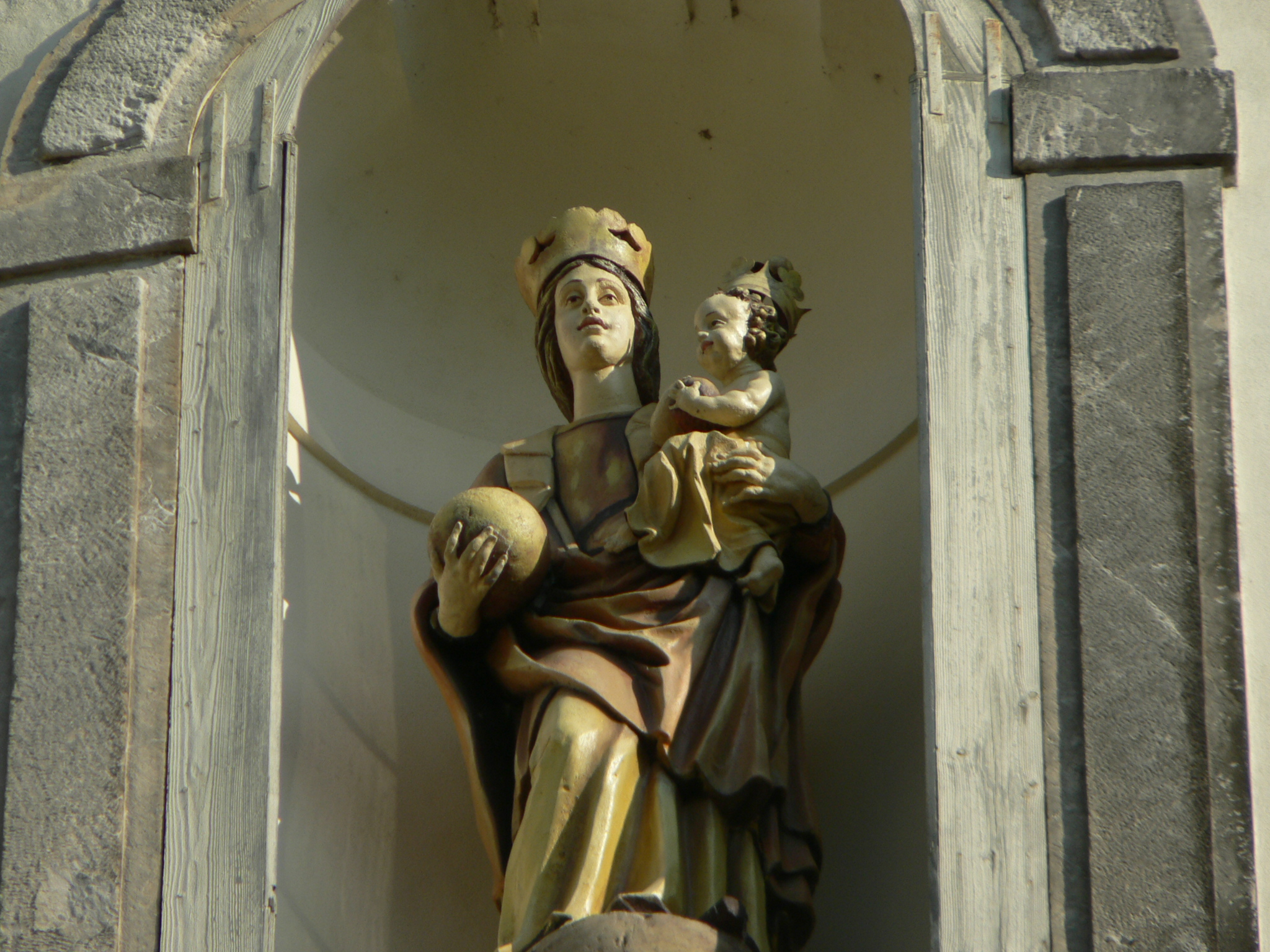
Socha Panny Marie s Ježíškem v průčelí kostela

Chrám je k jihu obrácená barokní stavba s dvojicí věží v průčelí. Má půdorys kříže, bazilikální trojlodí s bočními kaplemi a nad nimi empory. Pravé příčné rameno kříže je tvořeno zbytky původního gotického kostela. Je 50 m dlouhý, 37 široký a má 35 m vysokou kupoli.
Kamenná soška Panny Marie Hejnické s Ježíškem na levé paži má barevnou polychromii a je vložena v prosklené pozlacené skříňce na hlavním oltáři. Pochází zhruba z osmdesátých až devadesátých let 14. století. Vzhledem ke  je typickou plastikou krásného slohu, podle své krásné a usměvavé tváře je nazývána Mater Formosa – Sličná matka. Také ježíšek je zpodoben jako krásné nemluvně, které se usmívá a vkládá si prst do úst. Soška měří na výšku 38 cm. Samotný hlavní oltář je dílem sochařů Jana Hájka z Mnichova Hradiště a I. Brenera z Liberce. Architekturu oltáře tvoří iluzivní freska od Josefa Kramolína z Bohosudova z roku 1787. Jen málokterý z návštěvníků si na první pohled všimne, že oltářní architektura není trojrozměrná, ale jen namalovaná.
Ve východní boční kapli se nachází křídlový skládací oltář z konce 15. století, který se užíval jako polní na vojenských taženích Albrechtem z Valdštejna a věnovaný kostelu jeho manželkou Isabelou. Tato kaple se nachází na původním místě zjevení a uvnitř oltáře je údajně dodnes zabudovaný pařez po původní lípě.
Nástropní malby vymaloval v letech 1902–1906 vídeňský profesor Andreas Groll, vyučující v té době na Uměleckoprůmyslové škole v Jablonci nad Nisou. 
V hlavní kupoli jsou tři výjevy – Nanebevzetí Panny Marie, Ježíšovo ukřižování a Andělé nesoucí Svatý kříž.
Hlavní pouť se koná každoročně na Svátek Navštívení Panny Marie 31. května.

### Varhany

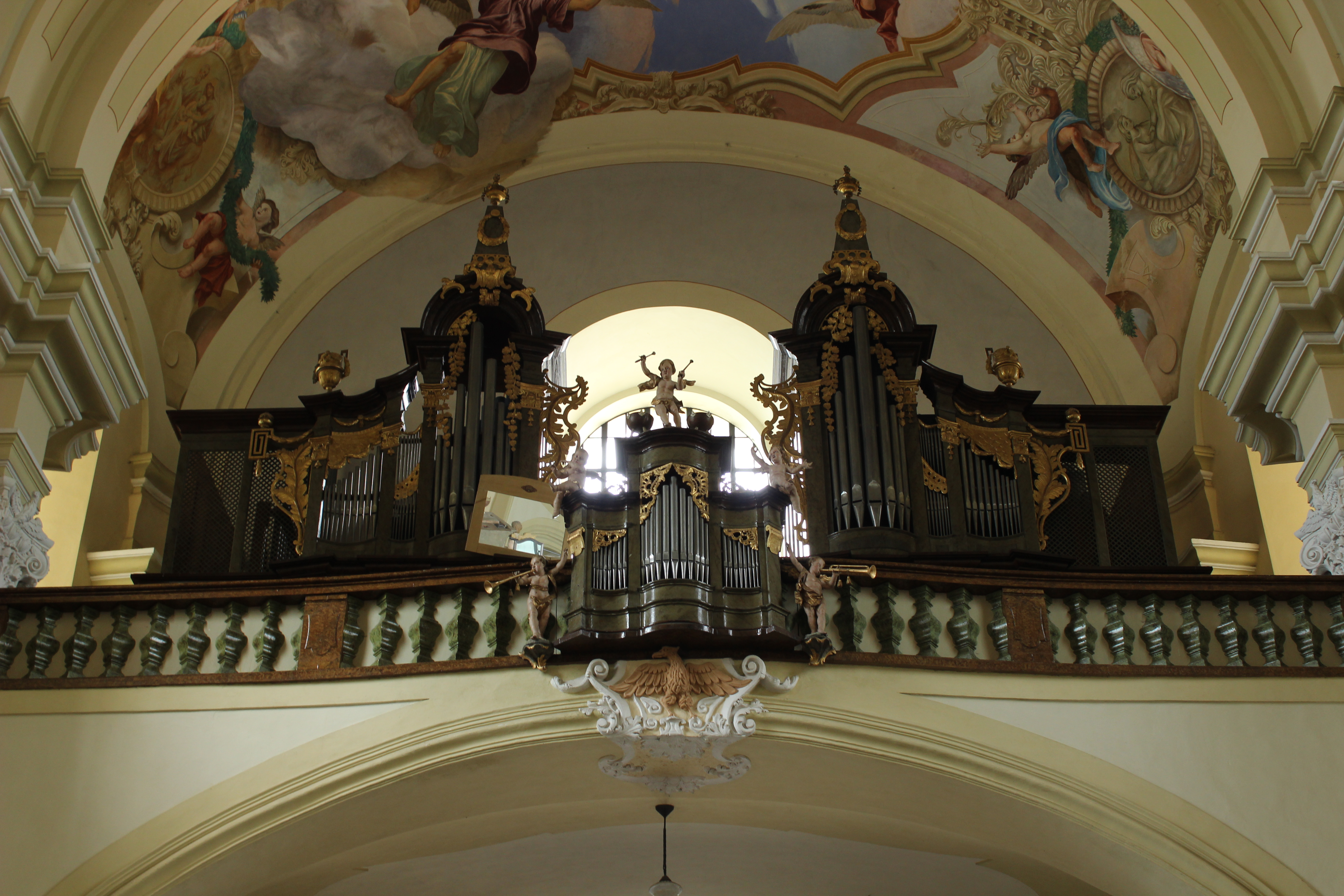
Pohled na hejnické varhany z chrámové lodi

U příležitosti obnovy kostela v roce 1589 je zmiňováno rovněž jméno varhanáře Albrechta Rudnera, byť o jeho zdejší práci nejsou žádné bližší údaje. V historických pramenech je psáno, že roku 1654 jistý varhaník z Frýdlantu doplnil nástroj o chybějící píšťaly a opravil regál. V roce 1664 nástroj za 100 zlatých opravil Georg Weindt. Ke konci 17. století (1691) převzal kostel řád františkánů, kteří zbudovali klášter a v jeho presbytáři nechali na přelomu let 1695 a 1696 postavit Ignáce Tauchmana nové chorální varhany za cenu 106 zlatých.
Roku 1722 byl kostel s výjimkou presbytáře zbořen. Z původního presbytáře se v nově postaveném barokním kostele stalo levé rameno příčné lodi. V novém kostele stále sloužily původní varhany, jež v roce 1750 doplnil o novou klaviaturu jistý „evangelický varhanář“ (zřejmě jím byl Johann Christian Maywald). Roku 1778 přenesl varhanář Ambrož Augustin Tauchman nástroj na nově zbudovaný chór a v nákladu 450 zlatých jej přestavěl na dvoumanuálové varhany. O dvacet let později (1798) zbudoval Johann Valentin Engler úplně nový dvoukřídlý nástroj, jehož pozitiv umístil do průčelí kruchty. Skříně pro nové varhany vytvořili Franz Heier z Frýdlantu a Michael Kandler z Chrastavy, štafírování provedli Johann a Josef Kandlerovi z Chrastavi.
Dispozice varhan:
| Manuál: |               |      |
| 1.      | Bourdon       | 16'  |
| 2.      | Principal     | 8'   |
| 3.      | Hohlflöte     | 8'   |
| 4.      | Gegackt       | 8'   |
| 5.      | Gamba         | 8'   |
| 6.      | Quintadena    | 8'   |
| 7.      | Octava        | 4'   |
| 8.      | Quinta        | 3'   |
| 9.      | Superoctav    | 2'   |
| 10.     | Cornet–Mixtur | 2–4× |

| Pozitiv: |             |    |
| 11.      | Gedackt     | 8' |
| 12.      | Principal   | 4' |
| 13.      | Rohrflöte   | 4' |
| 14.      | Rauschquint | 2× |
| 15.      | Mixtur 3×   | 1' |

| Pedál: |               |     |
| 16.    | Subbaß        | 16' |
| 17.    | Octavbaß      | 8'  |
| 18.    | Superoctavbaß | 4'  |

Varhany si postupem času vyžádaly opravy, které prováděli Ignáz Prediger (1829), jenž navíc přidal jeden rejstřík, dále Franz Reiß (1840 za 86 zlatých), Karl Fröhlich (1860 za 96 zlatých) a roku 1906 Josef Kobrle. Následně celý nástroj přestavěla firma Rieger z Krnova, jejíž nový pneumatický nástroj dostal opusové číslo 2379. Z původních varhan použila pouze průčelí obou skříní a skříň pozitivu osazenou v zábradlí kruchty.
Dispozice varhan:
| I. manuál: |                     |        |
| 1.         | Bourdon             | 16'    |
| 2.         | Principal           | 8'     |
| 3.         | Fugara              | 8'     |
| 4.         | Salicional          | 8'     |
| 5.         | Hohlflöte           | 8'     |
| 6.         | Octave              | 4'     |
| 7.         | Nachthorn           | 4'     |
| 8.         | Querflöte           | 4'     |
| 9.         | Waldflöte           | 4'     |
| 10.        | Quintflöte          | 2 2/3' |
| 11.        | Sifflöte            | 1'     |
| 12.        | Cornett 3–5×        | 8'     |
| 13.        | Trompete harmonique | 8'     |

| II. manuál: |               |        |
| 14.         | Dulcian       | 16'    |
| 15.         | Hornprincipal | 8'     |
| 16.         | Gamba         | 8'     |
| 17.         | Aeolina       | 8'     |
| 18.         | Vox coelestis | 8'     |
| 19.         | Pileata       | 8'     |
| 20.         | Harmonieflöte | 8'     |
| 21.         | Principal     | 4'     |
| 22.         | Gemshorn      | 4'     |
| 23.         | Rohrflöte     | 4'     |
| 24.         | Holzflöte     | 4'     |
| 25.         | Octavin       | 2'     |
| 26.         | Terzflöte     | 1 3/5' |
| 27.         | Schwiegel     | 1'     |
| 28.         | Plein jeu 6×  | 4'     |
| 29.         | Oboe          | 8'     |
| 30.         | Clairon       | 4'     |

| Pedál: |           |         |
| 31.    | Dulcian   | 16'     |
| 32.    | Violon    | 16'     |
| 33.    | Subbaß    | 16'     |
| 34.    | Apertabaß | 16'     |
| 35.    | Quintbaß  | 10 2/3' |
| 36.    | Octavbaß  | 8'      |
| 37.    | Cello     | 8'      |
| 38.    | Flöte     | 4'      |
| 39.    | Bachflöte | 2'      |
| 40.    | Posaun    | 16'     |

| Pomocné rejstříky: |                     |  |
| 41.                | 8 spojek            |  |
| 42.                | dvě volné kombinace |  |
| 43.                | crescendo           |  |